# Polygonia uncipuncta
Polygonia uncipuncta är en fjärilsart som beskrevs av Joseph 1919. Polygonia uncipuncta ingår i släktet Polygonia och familjen praktfjärilar. Inga underarter finns listade i Catalogue of Life.